# Brian Patneaude
Brian Patneaude (* 8. August 1974 in Schenectady) ist ein US-amerikanischer Musiker des Modern Jazz (Tenor-, Sopran-, Alt- und Baritonsaxophon, Komposition).

## Leben und Wirken
Brian Patneaude spielte während der Highschool Schlagzeug in einer Rockband; zum Jazz kam er durch die Musik von David Sanborn und Michael Brecker. Am College of St. Rose machte er 1996 einen ersten Abschluss in Musikpädagogik. Danach spielte er mit Alex Torres y Los Reyes Latinos, The Refrigerators, Terry Gordon, George Muscatello; außerdem absolvierte er sein Masterstudium am College-Conservatory of Music an der University of Cincinnati. Bereits während seiner Zeit auf dem College war er auf Russland-Tournee und wurde im Down Beat vorgestellt. 2003 legte er mit seinem Quartett das Debütalbum Variations vor, dem bis 2012 vier weitere Alben folgten. In seiner Band spielen Bassist Mike DelPrete, Schlagzeuger Danny Whelchel und Pianist David Caldwell-Mason. Weiterhin spielt er mit dem Empire Jazz Orchestra, dem Big Soul Ensemble und der Hardbop-Band Bopitude von Michael Benedict. Er ist auf dem Montreal Jazz Festival und weiteren internationalen Festivals aufgetreten.

## Diskographische Hinweise
- Distance (2005)
- Riverwiew (2009), mit Mike Moreno, Jesse Chandler, Danny Whelchel
- All Around Us (2012, mit David Caldwell-Mason, Mike DelPrete, Danny Whelchel)
- Dylan Canterbury: Going Places (2020, mit Matt Hoffmann, Rob Lindquist, Mario Pietra, Jerad Lippi)